# Hornyák Hajnalka
Majoros Hajnalka (született Hornyák, művésznevén Dundika) (Budapest, 1983. szeptember 20. –) magyar modell, playmate, énekesnő.

## Életpályája
Kiskora óta érdekelte a modellkedés, ennek megfelelően modelliskolába járt, hat évig jazzbalettozott. 2005-ben Magyarország Playmate-je. 2006-ban a Bom Chicka Wah Wah  című Majka-szám klipforgatásán ismerkedett meg későbbi párjával. Több saját számot is készített, a modellkedés mellett belekóstolt az énekesi pályába is. 2011. után hagyott fel a modellszakmával.

## Magánélete
Első házastársa Szentiványi László, akitől 2011-ben vált el. Második házastársa Majoros Péter, ismertebb nevén Majka, rapper. 2011. november 11-én megszületett első közös gyermekük, aki a Marián nevet kapta. 2016. április 12-én megszületett második gyermekük, Olivér.

## Diszkográfia
Dundika és DJ Miller
- Nevess 100x

Dundika
- Csak rázz fel

## TV műsorok
- Mr. & Mrs. (2013)
- Vacsoracsata (2011-2012)
- Hal a tortán (2012)
- Kész átverés (2012)
- Ezek megőrültek (2010)
- Nagy duett